# タンニン酸
タンニン酸（たんにんさん、英: tannic acid）は、収斂薬の一つ。腸粘膜表面のタンパク質と結合して不溶性の被膜を形成し、粘膜の保護作用、炎症抑制作用を示す。

## 原料
ウルシ科植物のヌルデの葉軸などにヌルデシロアブラムシ（Schlechtendalia chinensis）が寄生することでできる虫こぶ（五倍子）、あるいはブナ科植物 Quercus infectoria の若枝にフシバチ科インクタマバチ （Cynips gallae-tinctoriae） が寄生してできる虫こぶ（没食子）に含まれる成分として知られる。また、自然採取のほか、化学合成することもできる。

## 利用
生薬としては止瀉などに用いられる。
金属とのキレート効果の高さ、タンパク質の収斂作用も高さに着目して、防錆剤や染色剤、食品加工や医薬品の原料などにも利用されている。
日本では第二次世界大戦以前、国産の五倍子を収穫して生産してきたが、戦後は中華人民共和国からの輸入品を利用した生産が大勢を占めるようになった。

### ALTAとして
2005年発売の「ジオン注射液（硫酸アルミニウムカリウム水和物・タンニン酸注射液）」は内痔核硬化療法、いわゆるALTA療法で使用されている。
ジオン注射液は中国中医研究院広安門医院の史兆岐教授によって考案された「消痔灵注射液」（ミョウバンと五倍子を含む）を基に日本で有効成分を探して開発し、発売された。手術適応のⅢ度・Ⅳ度内痔核に対しても切除の代替として用いることができるため、手術に比べて簡易的な非観血的療法として画期的な薬である。

## 日本薬局方
日本薬局方にはタンニン酸、タンニン酸アルブミン、タンニン酸ベルベリン、タンニン酸ジフェンヒドラミンが収載されている。

## 関連文献
- 鉢呂 芳一ほか『内痔核に対するジオン注硬化療法』日本医事新報4278号 Page67-70(2006.04)